# Pierre Drieu La Rochelle
Pierre Drieu La Rochelle (París; 3 de enero de 1893-Ib., 15 de marzo de 1945) fue un escritor y periodista francés, defensor de la colaboración con la Alemania nazi durante la ocupación de Francia.

## Biografía
Nacido en París el 3 de enero de 1893, desde la teoría psicoanalítica, se ha afirmado la posible existencia de un complejo de Edipo durante la infancia de Drieu. Durante su juventud fue lector de autores como Friedrich Nietzsche, Thomas Carlyle, Rudyard Kipling o Walt Whitman. En 1911 conoció a su futura esposa, Colette Jéramec, judía, con quien se casó en 1917 y divorció en 1920. Participó en la Primera Guerra Mundial, siendo herido en Charleroi, el 23 de agosto de 1914, y en Douaumont, el 25 de febrero de 1916. Drieu era «muy guapo», rubio y relativamente alto, 1'86 metros. A comienzos de la década de 1920 mantuvo una gran amistad con Louis Aragon, sin embargo el acercamiento de este al comunismo les terminaría alejando a partir de 1925.
Se casó en segundas nupcias con Alexandra Sienkiewicz en 1927, matrimonio que duraría cuatro años. Descrito como un hombre «muy promiscuo» y «mujeriego», aunque desconfiado del establecimiento de relaciones que implicaran intimidad emocional, llegó a ser amante de la escritora argentina Victoria Ocampo, —a quien conoció en 1929— para más tarde mantener una gran amistad con ella. Drieu colaboró a lo largo de su vida en publicaciones como Derniers Jours, Europe Nouvelle, La République, Je suis partout, Le Figaro, Émancipation nationale, La Nouvelle Revue Française o Révolution Nationale, entre otras.
En 1932 viajó a Argentina, invitado por Victoria Ocampo, donde conocería a Jorge Luis Borges. En 1934 «optó» por el fascismo, con la publicación del ensayo Socialisme fasciste. Se le ha considerado un propagandista del Partido Popular Francés, al que se unió en 1936; cautivado por la figura de su líder, Jacques Doriot, sin embargo Drieu abandonaría desencantado esta formación ya hacia noviembre de 1938 o enero de 1939.

Je suis fasciste parce que j'ai mesuré les progrès de la décadence en Europe. J'ai vu dans le fascisme le seul moyen de contenir et de réduire cette décadence.
Soy fascista porque he medido el avance de la decadencia en Europa. He visto en el fascismo el único medio de contener y reducir dicha decadencia.
Pierre Drieu La Rochelle, 1943. (Saint-Ygnan, 1984, p. 19,Hermetet, 2013, p. 116,Cornille, 1985, p. 7)

Gracias a su amistad con el embajador alemán en París, Otto Abetz, Drieu se hizo a mediados de 1940, durante la ocupación nazi, con la dirección de la publicación literaria La Nouvelle Revue française, cargo que abandonaría en junio de 1943, justificando esta marcha por una caída en la calidad de la revista y el número de suscripciones, aunque también alegaría, de forma no oficial, «falta de motivación».  Durante esta última etapa de su vida leyó a Shakespeare, Samuel Taylor Coleridge y Lord Byron. En marzo de 1943, rescató a su exmujer, Colette Jéramec, del campo de concentración de Drancy. Después de la Liberación de París, se ocultó en la casa de Colette. Estuvo escondido durante casi un año.
El 11 o el 12 de agosto de 1944 tuvo lugar su primer intento de suicidio, a través de la ingesta de Luminal. Mientras se recuperaba en el hospital realizó el segundo, cortándose las venas. Falleció finalmente el 15 de marzo de 1945, en su tercer intento de suicidio. Su decisión de quitarse la vida ha llegado a ser interpretada por uno de sus biógrafos como una forma de asumir responsabilidad por su papel durante la ocupación nazi.

## Pensamiento
En la vida de Drieu, existe una preocupación constante por la decadencia de Francia, y hacia 1927 afirmaba la «decadencia del planeta».  En su pensamiento político estuvo presente el europeísmo, interesado en el establecimiento de una federación entre los países del Viejo Continente, situación que requería unos cambios que a finales de la década de 1930 ya sólo veía posibles a través de la expansión del Tercer Reich alemán, al que antes de la guerra contemplaba como el «mal necesario de Europa», rechazando de igual manera el modelo tradicional de nacionalismo estatal y oteando una Europa post-nacional, planteamiento que se ha enlazado con las posteriores ideas de Alain de Benoist en torno a una Europa etnoregionalista. Drieu opinaba que el sistema político que más le convenía a Francia era el de la república. Drieu, que era de la opinión de que prefería mantener su «independencia intelectual» a estar «atrapado» dentro en un partido político —de hecho durante un tiempo llegó a estar «orgulloso» de esta circunstancia—, creía necesario un «cambio radical» en la sociedad francesa, pero no lo veía posible a través de planteamientos marxistas. Fue un firme defensor del colaboracionismo con el Tercer Reich, mas con ciertas reservas hacia la figura de Adolf Hitler. Según otras fuentes a comienzos de 1943 habría sin embargo afirmado que se había equivocado con el «hitlerismo» y que incluso meditó la posibilidad de sumarse a la Resistencia. Tras la liberación de París, durante el periodo en el que permaneció escondido, al parecer se sintió atraído por el budismo, el esoterismo, el ocultismo y el misticismo hinduista. En esta etapa final llegaría a redirigir hacia Stalin y la URSS las esperanzas que había albergado previamente respecto a la Alemania nazi. Robert Soucy encuentra elementos misóginos y de «hostilidad hacia la mujer» en su obra. También se ha señalado una «fascinación por el suicidio y la muerte», así como la aparición en algunas novelas suyas de referencias antisemitas.

## Obra
Novelas
| - L'homme couvert de femmes (1925) - Blèche (1928) - Une femme à sa fenêtre (1929) - Le feu follet/Adieu à Gonzague (1931) - Drôle de voyage (1933) - Rêveuse bourgeoisie (1937) | - Beloukia (1936) - Gilles (1939) - L'Homme à cheval (1943) - Les chiens de Paille (1964) - Mémoires de Dirk Raspe (1966) |

Ensayos
| - Mesure de la France (1922) - Le jeune européen (1927) - Génève ou Moscou (1928) - L'Europe contre les patries (1931) - Socialisme fasciste (1934) - Doriot ou la vie d'un ouvrier français (1936) | - Avec Doriot (1937) - Notes pour comprende le siècle (1941) - Le Français d'Europe (1944) - Récit secret (1950) - Plaintes contre inconnue (1951) - Ecrits (1939-1940) (1964) |

Otros
- Interrogation (1917)
- Etat civil (1921)
- Journal d'un homme trompé
- Notes pour un roman sur la sexualité (2008)[h]
- Journal (1939-1945) (1992)[i]

## Obras relacionadas
Sobre Drieu la Rochelle se han publicado libros como Drieu La Rochelle and the Fiction of Testimony, de Frédéric J. Grover; Drieu la Rochelle (1979), de Pierre Andreu y Frédéric Grover; Fascist Intellectual: Drieu La Rochelle (1979), de Robert Soucy; Drieu la Rochelle, de Robert Barry Leal; Correspondance avec André et Colette Jéramec; Drieu la Rochelle ou le bal des maudits (2001), de Jacques Lecarme; Drieu, de Victoria Ocampo; Pierre Drieu La Rochelle. El aciago seductor (2009), de Enrique López Viejo o Pierre Drieu la Rochelle, de Jacques Cantier, entre otras.
Basadas en sus obras aparecieron las películas Feu Follet (1963), de Louis Malle, Une femme à sa fenêtre (1976) y La Voix (1992), de Pierre Granier-Deferre, u Oslo, 31 août (2012), de Joachim Trier.